# عمر دراغمة
عمر حمزة حسن دراغمة ويُعرف بالاسم الثنائي عمر دراغمة كان قياديا في حركة حماس من مدينة طوباس في الضفة الغربية. قد اغتيل داخل سجن مجيدو الإسرائيلي يوم 23 تشرين الأول/أكتوبر 2023، بعد اعتقاله إداريًا هو ونجله حمزة قبل أيّام قليلة، وذلك على خلفية أحداث عملية طوفان الأقصى وما رافقها من تصعيدٍ في الساحة الفلسطينية. حمّلت حركتي حماس والجهاد الإسلامي، تل أبيب المسؤولية الكاملة عن جريمة اغتيال دراغمة.

## المسيرة السياسية
وُلد عمر دراغمة في محافظة طوباس شمال الضفة الغربية المحتلّة في عام 1965، درس في جامعة بولتيكنيك فلسطين- الخليل، وكان من الرعيل الأول التي تأثر بفكر الإخوان المسلمين في بلدته، لكنّه انضمَّ لحركة المقاومة الإسلامية حماس خلال الانتفاضة الثانية، إذ اعتقل لأول مرة عام 2002، ومن ثم عاد للاعتقال في عام 2018. سُرعان ما بزغ نجم عمر في الضفّة فصار قياديًا في حركة المقاومة الفلسطينيّة ما جعله وأقاربه على قوائم الاحتلال منذ مدة. تعرّض دراغمة للاعتقالِ من طرف إسرائيل في أكثر من مرة، كما استُدعي للتحقيق معه في عدّة مناسبات بل إنّ أجهزة أمن السلطة الفلسطينية قد ضيّقت عليه أيضًا حيث استدعته في كانون الأول/ديسمبر 2022 للتحقيقِ في مقراتها في ظلِّ تصاعد فكر المقاومة المسلّحة في الضفة وهو الفكر الذي تُعارضه السلطة الفلسطينية وتُحاول إجهاضه واتباع المسارات السياسيّة وعقد الاتفاقيات مع الاحتلال الإسرائيلي لاسترجاعِ الأراضي ووقف الاستيطان، واعتقل لدى الأجهزة الأمنية الفلسطينية أكثر من 40 مرةً، كما فصل من عمله في وكالة "اليونسيف" نتيجة انتمائه التنظيمي. ولدى دراغمة، أخ شهيد وهو أشرف دراغمة، كما أنه والد لمطارد لجيش الاحتلال الإسرائيلي.

## الاعتقال
أقدمت سلطات الاحتلال في الأيام التي أعقبت عملية طوفان الأقصى - والتي نجحَ فيها مقاتلو كتائب الشهيد عز الدين القسام في اقتحامِ عشرات المستوطنات الإسرائيليّة وعددٍ من القواعد العسكريّة حيث قتلوا مئات المجنّدين الإسرائيليين والمستوطنين وأسروا عددًا آخر - على اعتقالِ أزيد من 800 فلسطيني من الضفة الغربية منهم 500 عضو في حركة حماس فيما بدى عمليّة انتقام من الحركة.
كان عمر دراغمة ونجله حمزة دراغمة من بين معتقلي يوم 9 تشرين الأول/أكتوبر 2023 (اليوم الثالث لعملية طوفان الأقصى) وحُكم عليه بالاعتقال الإداري لمدة 6 شهور دون توجيه تهمة. حتى ساعاتٍ قليلةٍ قبل اغتياله، كان عمر بصحّة جيدة مثلما أكّد محاميه الذي كان يُحاول الترافع عنه في محكمة عوفر العسكرية.

## الاغتيال وردود الفعل
نشرت مصلحة السجون الإسرائيلية يوم 23 تشرين الأول/أكتوبر 2023 بيانًا قالت فيهِ إنّ أحد المعتقلين في سجن مجدو شعر بتوعُّك، وتوجه إلى عيادة السجن لإجراء الفحوصات، ثم وأثناء تلقيه العلاج في العيادة، استدعيت سيارة إسعاف، فوصلت وأقرّت وفاته على الفور. سُرعان ما انتشر هذا الخبر في الأوساط الفلسطينيّة خاصة وأن عُمر كان في صحّة جيدة، وخلّف ردود فعل سياسية وشعبية حيث أبدت هيئة شؤون الأسرى والمحررين شكّها في رواية الاحتلال التي أصرَّت على أن دراغمة تعرض لأزمة قلبية واصفةً ما حصل بـ «عمليّة الاغتيال». ردَّت السلطات الإسرائيليّة على الضجّة التي خلفها مقتل عمر دراغمة بالقولِ إنها ستفحصُ ملابسات الحدث، كما هو الأمر في مثل هذه الأحداث.
| ” | هيئة شؤون الأسرى والمحررين في بيانٍ لها عقبً اغتيال دراغمة. | “ |
|   |                                                           |   |

### ردود الفعل
سياسيًا
وصفت حركة المقاومة الإسلامية (حماس) ما جرى للقيادي في صفوفها بعمليّة الاغتيال الممنهجة مؤكّدة على أنه قضى نتيجةً للتعذيب الذي تعرض له في معتقلات الاحتلال، أما حركة الجهاد الإسلامي فقد اعتبرت اغتيال الأسير القيادي بالجريمة التي تكشفُ الوحشيّة التي يتعرض لها الأسرى داخل السجون محمّلة إسرائيل المسؤولية الكاملة عن هذه الجريمة.
شعبيًا
خرجَ المئات من أهالي بلدة طوباس شمال الضفة الغربية في مسيرات شعبيّة غاضبة رفضًا للمزاعم الإسرائيلية، كما أعلنت المدينة إضرابًا شاملًا اليوم الموالي تعبيرًا عن غضبها لما حصل مع القيادي الحمساوي.